# Puzzle Bobble
Puzzle Bobble, ook gekend als Bust a Move, is een puzzelcomputerspel van Taito Corporation uit 1994 dat initieel uitkwam voor arcade. Het spel is gebaseerd op Taito's Bubble Bobble uit 1986. Het spel wordt gekenmerkt door Japanse anime en muziek. Het spel werd geporteerd naar 3DO Interactive Multiplayer, Game Gear, Microsoft Windows, Neo-Geo CD, Neo-Geo MVS, Nintendo Switch, PlayStation 4, Super Nintendo Entertainment Systemn WonderSwan en Xbox One.

## Spelverloop
Het speelveld is een rechthoek waar aan de bovenkant een aantal bubbels zijn in verschillende kleuren. Onderaan het scherm staat een kanon dat bubbels genereert in een willekeurige kleur, maar daarbij enkel kleuren gebruikt van bubbels die op het speelveld zijn. De kleur van de huidige en volgende bubbel is door de speler gekend. De speler moet de bubbel afvuren. Bedoeling is om deze te plaatsen tegen een andere bubbel van dezelfde kleur. Indien door dit schot drie of meer bubbels van eenzelfde kleur worden geraakt, worden deze van het speelveld verwijderd. Bubbels die door dit schot niet meer vasthangen aan de groep bovenaan het speelveld verdwijnen eveneens. Indien na enkele opvolgende schoten geen bubbels worden verwijderd, komen er automatisch bubbels bij op het scherm. Tevens is er een tijdslimiet: de bovenste balk van het speelveld gaat naar onder. Iets boven het kanon staat een verticale lijn. Het spel is afgelopen wanneer een bubbel onder deze verticale lijn belandt.
Het spel bestaat uit 32 rondes. Een ronde is afgelopen zodra de speler alle bubbels in het speelveld heeft verwijderd.

## Lancering
Het spel kwam oorspronkelijk uit in Japan in 1994 voor arcade. Zes maanden later werd het spel gelanceerd in de rest van de wereld met enkele modificaties waaronder stereomuziek, andere geluidseffecten en een Engelstalige vertaling. 
In de Verenigde Staten en Canada kwam het arcadespel uit onder de titel "Bust a Move". Ook in Europa werd deze titel gebruikt voor sommige computersystemen.

## Trivia
- Het spel is opgenomen in het boek 1001 Video Games You Must Play Before You Die van Tony Mott.